# Folkebladet for Glostrup, Brøndby og Vallensbæk
Folkebladet (eller Folkebladet for Glostrup, Brøndby og Vallensbæk) er en lokalavis, der udkommer en gang om ugen i Glostrup, Brøndby og Vallensbæk Kommune på den københavnske vestegn.
Bladet er udkommet siden 1911 og har (pr. 2006) et ugentligt oplag på ca. 35.000.

## Ekstern henvisning
- Folkebladet Arkiveret 4. februar 2006 hos  Wayback Machine

| Anime eller manga | Spire Denne artikel om medie og kommunikation er en spire som bør udbygges. Du er velkommen til at hjælpe Wikipedia ved at udvide den. |